# الكنيسة اللاتينية الكاثوليكية في لبنان
الكنيسة اللاتينية الكاثوليكية في لبنان هي كنيسة تابعة للكنيسة الكاثوليكية تضم عدة مجموعات متفرقة من الأعضاء في منطقة الشرق الأوسط، ولا سيما في تركيا وسوريا ولبنان وفلسطين وإسرائيل والأردن وقبرص. يستخدم الكاثوليك اللاتينيون الطقوس الليتورجية اللاتينية على عكس الكاثوليك الشرقيين الذين يتبعون بطاركة كنيستهم ويستخدمون طقوسًا كاثوليكية شرقية مميزة، بينما هم في شراكة كاملة مع الكنيسة الكاثوليكية العالمية، وغالبًا ما ينحدر الكاثوليك اللاتينيون المقيمون في الشرق الأوسط من أصول أوروبية، ويُشار إليهم أحيانًا باسم المشرقيين، أو المشرقيين الإيطاليين، أو المشرقيين الفرنسيين نظرًا لتراثهم الثقافي وأصولهم العرقية المنحدرة من الكاثوليك الذين عاشوا في ظل الإمبراطورية العثمانية، وقد عانوا من الاضطهاد على مدار تاريخهم مثلهم في ذلك مثل الكاثوليك الشرقيين والمسيحيين الآخرين، غير أنهم عاشوا فترة نفوذ خلال حقبة الحروب الصليبية التي وقعت في العصور الوسطى وبالتزامن مع تأسيس مملكة بيت القدس.

## لمحة تاريخية

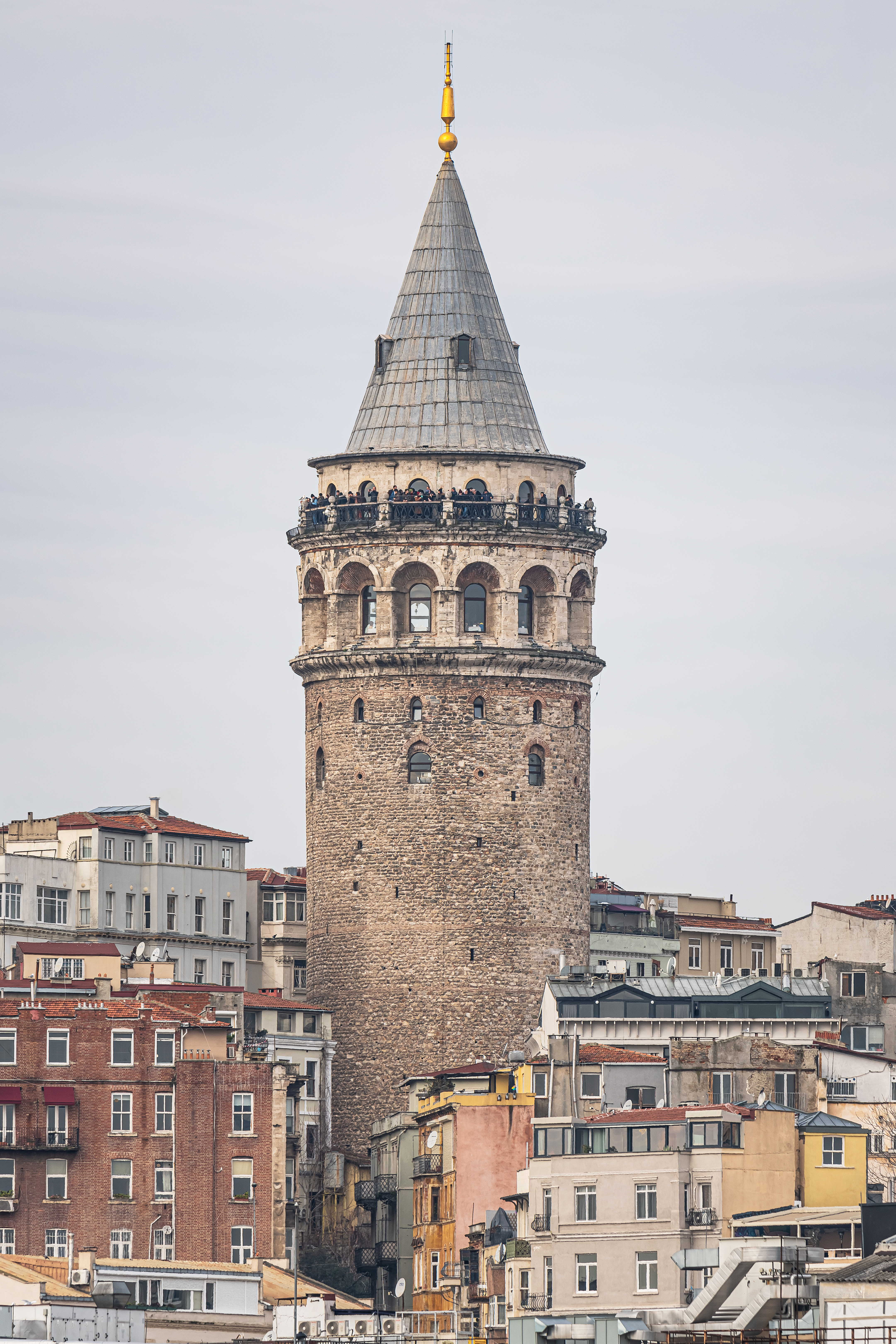
يعد برج جلطة، الذي بنته جمهورية جنوة عام 1348 في قلعة جلطة (قرة كوي الحديثة) على الشاطئ الشمالي للقرن الذهبي، في القسطنطينية (الفاتح) على الشاطئ الجنوبي، أحد أشهر المعالم المعمارية الإيطالية التي تقصدها الجالية المشرقية في اسطنبول.

انحدر الكاثوليك اللاتينيون أو من عرفوا قديما بالمشرقيين من أصول إيطالية، وخصوصًا من مدينة البندقية ومدينة جنوة، أو من أصول فرنسية، أو من أصول أوروبية متوسطية أخرى، وقد عاشوا على الساحل الشرقي للبحر الأبيض المتوسط في كل من لبنان وسوريا منذ العصر البيزنطي الأوسط أو العصر العثماني، كما عاشوا في مدينة القسطنطينية (إسطنبول حاليًا)، ومدينة سميرنا (إزمير حاليًا) وأجزاء أخرى من الأناضول منها بعض المدن الساحلية الواقعة في تركيا الحالية مثل أماصرة، وسينوب، وطرابزون، وإينيز، وجنق قلعة، وفوتشا، وجشمة، وبودروم، وألانيا، ومرسين، والإسكندرونة، وغيرها من المدن حيث كانت توجد مستعمرات تجار جنوة والبندقية. والأغلبية من الكاثوليك اللاتينيين الحاليين هم إما أحفاد التجار الوافدين من الجمهوريات البحرية في البندقية وجنوة وبيزا وأنكونة وراغوس الذين عاشوا في مستعمرات أقيمت على ساحل شرق البحر الأبيض المتوسط، أو أحفاد المشرقيين الفرنسيين والإيطاليين الذين استوطنوا بلاد الشام (في لبنان وإسرائيل وسوريا حاليًا) خلال حقبة الحملات الصليبية، وخاصة في المدن الساحلية مثل بيروت، وطرابلس، وصور، وجبيل، وعكا، ويافا، واللاذقية، وغيرها، أو في المدن الكبرى القريبة من الساحل، مثل طرسوس وأنطاكية والقدس وغيرها، وقد يكون بعضهم متحولين إلى الكاثوليكية الرومانية، أو مهاجرين من الاستعمار الأنجلو-فرنسي، أو مسيحيين شرقيين أقاموا هناك لعدة قرون.

## الجاليات التابعة للكنيسة

### في بلاد الشام
عندما استولت المملكة المتحدة على الجزء الجنوبي من سوريا العثمانية في أعقاب الحرب العالمية الأولى، قام بعض الحكام الجدد للمنطقة باستخدام مصطلح "المشرقيين" بشكل ازدرائي للإشارة إلى السكان الذين ينحدرون من أصل عربي وأوروبي مختلط في لبنان وسوريا وفلسطين. والأوروبيين (عادة الفرنسيين أو الإيطاليين أو اليونانيين) الذين استوعبوا وتبنوا اللباس والعادات المحلية. اليوم، هناك نسبة صغيرة من الكاثوليك اللاتينيين المقيمين في لبنان تنحدر جزئيًّا على الأقل من أصول فرنسية أو إيطالية.

### في قبرص
يُشكّل المجتمع الكاثوليكي الروماني اللاتيني في قبرص أحد الأقليات الدينية الثلاث المعترف بها في قبرص، إلى جانب الأرمن والموارنة، وفقًا لدستور عام 1960.

### في تركيا

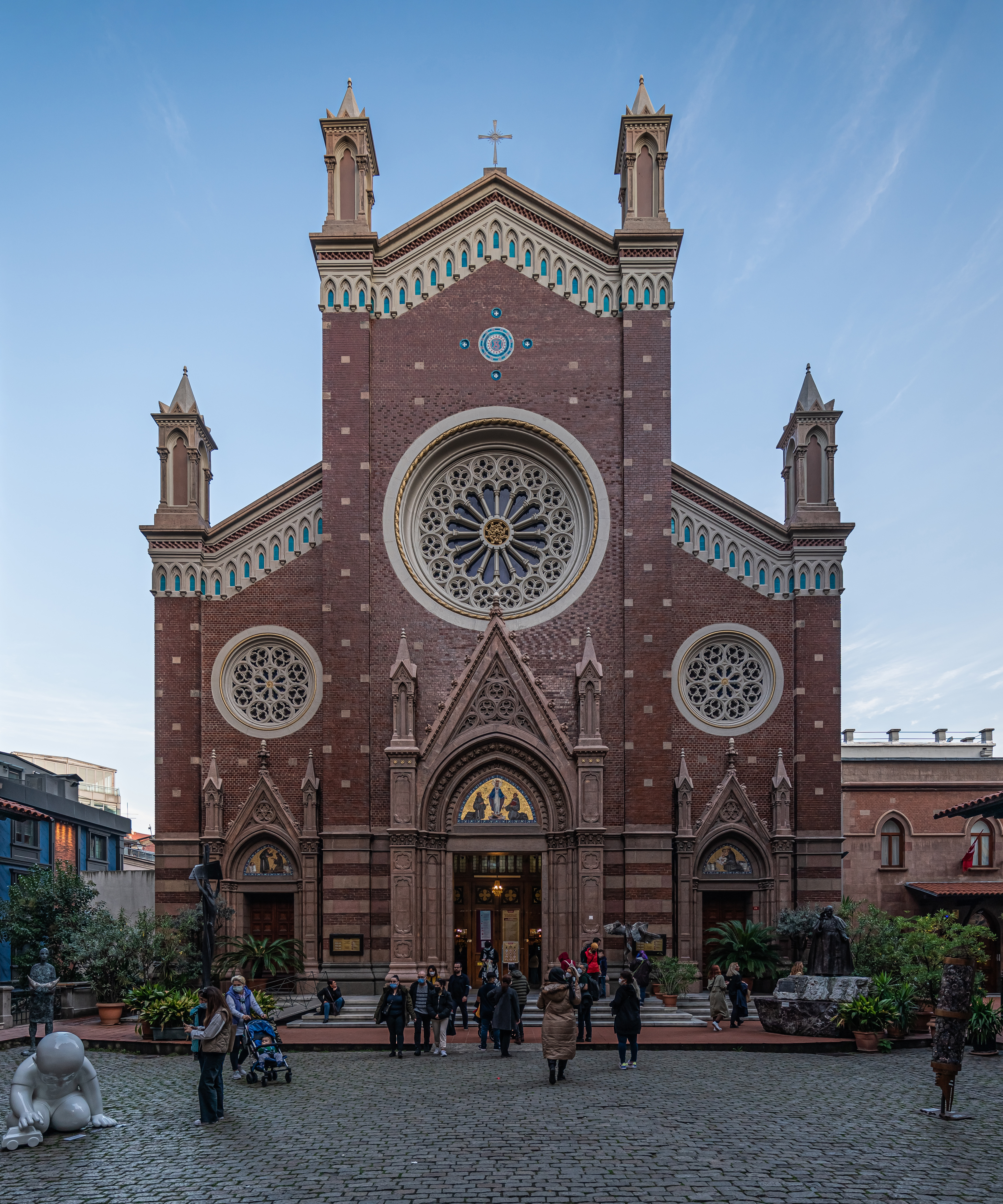
كنيسة القديس أنطونيوس بادوا في شارع الاستقلال في منطقة بيك أوغلي (بيرا) في إسطنبول، والتي بُنيت في الفترة ما بين عامي 1906 و1912 لخدمة المجتمع المشرقي الإيطالي في المدينة.

يعيش نحو 35000 من الكاثوليك اللاتينيين في تركيا. ويُستخدم مُصطلح المشرقيين الإيطاليين على وجه التحديد ليُشير إلى الكاثوليك اللاتينيين الذين ينحدرون من أصل إيطالي (خاصة من مدينة البندقية أو مدينة الجنوة)، أو الذين ينحدرون من أصول فرنسية أو أوروبية متوسطية أخرى، والذين يعيشون في إسطنبول وإزمير وأجزاء أخرى من الأناضول في تركيا. قد ينحدر بعض المشرقيين الإيطاليين أيضًا من أصول أوروبية سكنت الساحل الشرقي للبحر الأبيض المتوسط في بلاد الشام، وخاصة في الأراضي التابعة للبنان وإسرائيل الحاليتين، خلال فترة الحروب الصليبية والإمبراطورية البيزنطية، كما جاءت مجموعة صغيرة من شبه جزيرة القرم ومن مستعمرات جنوة في البحر الأسود، بعد فتح القسطنطينية في عام 1453. وغالبية المشرقيين الذين يعيشون في تركيا الحديثة هم من نسل التجار أو المستعمرين الوافدين من الجمهوريات البحرية الإيطالية في البحر الأبيض المتوسط (خاصة جمهوريات جنوة والبندقية) ومن فرنسا، والذين حصلوا على حقوق وامتيازات خاصة من السلاطين العثمانيين في القرن السادس عشر. كون المشرقيين الإيطاليين في تركيا مجتمعان كبيران: أحدهما في مدينة إسطنبول والآخر في مدينة إزمير. وفي نهاية القرن التاسع عشر كان هناك ما يقرب من 6000 من المشرقيين المنحدرين من أصول إيطالية يعيشون في إزمير، وقد جاءوا بشكل رئيسي من جزيرة خيوس القريبة في جنوة في بحر إيجه.
كانت الطائفة الكاثوليكية اللاتينية في تركيا تضم أكثر من 15 ألف عضو خلال فترة رئاسة كمال أتاتورك في عشرينيات وثلاثينيات القرن العشريين، ولكن اليوم انخفض إلى بضع مئات فقط، وفقًا لما ذكره الكاتب الإيطالي المشرقي جيوفاني سكوجناميلو. وما زالوا يعيشون في إسطنبول (معظمهم في مناطق قرة كوي وبيك أوغلي ونيشانطاشي، وفي إزمير (معظمهم في مناطق كارشياكا وبورنوفا وبوكا). وتُعد كنيسة القديس أنطونيوس بادوا الواقعة في شارع الاستقلال في منطقة بيك أوغلي (بيرا) في إسطنبول هي أكبر كنيسة كاثوليكية لاتينية في تركيا، وقد شيدت في الفترة ما بين عامي 1906 و1912 لخدمة المجتمع المشرقي الإيطالي، وقد كان لها تأثير كبير في إقامة وإحياء تقليد الأوبرا. معظم طائفة الروم الكاثوليك الصغيرة المقيمة في تركيا هم من المشرقيين أو الكاثوليك اللاتينيين. ومن المشاهير في المجتمع المشرقي الحالي في تركيا ماريا ريتا إيبيك، وكارولين المشرقية الفرنسية كارولين جيرود كوتش، والإيطالية المشرقية جيوفاني سكوجناميلو.

## أعضاء بارزون
من أبرز أعضاء الجالية الكاثوليكية اللاتينية في تركيا:
- السير ألفريد بيليوتي: وهو عالم آثار بارع أجرى حفريات مهمة في مواقع أثرية في منطقة بحر إيجه والأناضول، كما انضم إلى السلك الدبلوماسي البريطاني وترقى في نهاية المطاف ليصبح أحد المسؤولين القنصليين الأكثر تميزًا في أواخر القرن التاسع عشر.
- ليفيو ميسير دي لوزينيانو: مؤرخ.
- جوسيبي دونيزيتي: وهو موسيقي كان المعلم العام للموسيقى الإمبراطورية العثمانية في بلاط السلطان العثماني محمود الثاني.[10]
- جيوفاني سكوجناميلو: كاتب.[11]